# Philipp Christoph Schickhard
Philipp Christoph Schickhard (* um 1581 in Siegen; † vor 1672 ebenda) war Hofmeister des Stiftes Keppel, sowie Ratsverwandter und Bürgermeister von Siegen.

## Leben
Philipp Christoph Schickhard war der jüngste Sohn von Henrich Schickhartt. Er lernte wohl – genau so wie sein Bruder Martin – zunächst auf der Lateinschule und ab 1594 auf dem Pädagogium in Siegen. Ab 1599 studierte er Jura auf der Hohen Schule Herborn.
1601 heiratete er eine Elßbeth Scheffer. Mit ihr hatte er mindestens einen Sohn. 1606 löste er seinen Vater als Hofmeister des Stiftes Keppel ab. Zu seinen Aufgaben gehörte die äußere Geschäftsführung, vor allem die Verwaltung der Stiftsgüter. Er war auch für die alle sechs Jahre anfallende Lehnserneuerung zuständig. Aus dieser Beschreibung, aber vor allem aufgrund der Höhe seiner Entlohnung ist ersichtlich, dass das eine Nebenbeschäftigung war. Im ersten Jahr seiner Tätigkeit bekam er 5 fl für Ungelt, 10 fl für Kleidung, sowie u. a. 8 mltr.  Korn, 6 mltr. Hafer und 4 mltr. Holz. Was Philipp Christoph Schickhard hauptberuflich tat, ist nicht überliefert. Seit 1616 war er jedenfalls außerdem Ratsverwandter, seit 1618 Stadtschöffe. Nachdem Siegen 1626 von der katholischen Liga eingenommen worden war, verlor er diese Ämter und wegen der fortschreitenden Rekatholisierung floh er 1627 zu Graf Ludwig Heinrich von Nassau-Dillenburg. Da er dort kein dauerhaftes Asyl fand, kehrte er 1628 nach Siegen zurück.
1633 wurde er zum regierenden jüngeren Bürgermeister gewählt und in den Jahren 1645, 1647, 1650, 1654 und 1659 zum regierenden älteren Bürgermeister gewählt. Wohl Anfang der 1640er Jahre heiratete er seine zweite, deutlich jüngere Frau namens Margarethe, mit der er ebenfalls mindestens einen Sohn hatte.
1650 restituierte die Nürnberger Reichskommission das Stift Keppel. Äbtissin wurde wieder Maria Effern, die diese Funktion bereits vor der Auflösung ausübte. Sie berief Philipp Christoph Schickhard wieder zum Hofmeister und er übte dieses Amt erneut in den Jahren 1651–1660 aus.
Philipp Christoph Schickhard besaß ein Haus samt Stallung in der Hundgasse. Was er nach 1660 machte und wann er starb, ist nicht bekannt. Dies musste vor 1672 erfolgen, denn seine Witwe heiratete erneut und hieß ab da Schwartz.

## Söhne
- Ägidius Schickhard (* 1601/02; † nach 1650), Juraprofessor
- Philipp Hermann (* um 1645), Jurist